# Jayma Mays
Jayma Suzette Mays (Grundy (Virginia), 16 juli 1979) is een Amerikaans actrice en zangeres. Ze is vooral bekend door haar rol van Emma Pillsbury in de televisieserie Glee.
Jayma werd geboren in Grundy als de dochter van Paulette Norris en James Mays, een leerkracht die ook nog in de mijnindustrie heeft gewerkt. Ze studeerde verder na haar middelbare school en studeerde uiteindelijk af aan de Radford University met een masterdiploma in de podiumkunsten.
Haar debuut maakte ze in 2004 in de sitcom Joey en kreeg het jaar daarna vele kleine rolletjes in onder meer Six Feet Under, Entourage, How I Met Your Mother, Heroes, Pushing Daisies, Ghost Whisperer en een grotere rol in Ugly Betty (waarin ze de vriendin van Henry speelde).
Sinds 2009 speelt Jayma de rol van Emma Pillsbury in de serie Glee. In 2011 was ze ook te zien in de CGI / live-action verfilming van The Smurfs. Ze speelt in deze film de vrouwelijke hoofdrol. In 2013 was ze te zien in dezelfde rol voor de vervolgfilm The Smurfs 2. In 2022 speelde ze samen met Maya Rudolph en Yvette Nicole Brown de schurken van de film Disenchanted, op de streamingdienst Disney+.
In 2015 sprak ze de stem in van het personage Dulcinea in de animatieserie De avonturen van de gelaarsde kat.

## Discografie
- Glee: The Music, Volume 1 (2009)
- Glee: The Music, Volume 2 (2009)
- Glee: The Music, The Power of Madonna (2010)
- Glee: The Music, Volume 3 Showstoppers (2010)
- Glee: The Music, Journey to Regionals (2010)

## Filmografie
- Disenchanted (2022)
- The Smurfs 2 (2013)
- The Smurfs (2011)
- Paul Blart: Mall Cop (2009)
- Epic Movie (2007)
- Red Eye (2005)

### Televisie
*Exclusief eenmalige optredens
- Entourage (2005-2006)
- Ugly Betty (2007-2008)
- Heroes (2006-2010)
- How I Met Your Mother (2005, 2013)
- Glee (2009-2015)
- The League (2012-2014)
- The Millers (2013-2015)
- Getting On (2014-2015)
- Drunk History (2014-)
- Wet Hot American Summer: First Day of Camp (2015)
- The Adventures of Puss in Boots (2015-2018) (stemrol)
- Trial & Error (2017-2018)